# Huacho
Huacho – miasto w Peru, stolica prowincji Huaura, która znajduje się w regionie Lima.
Miasto oddalone jest o 148 km na północ od stolicy państwa Limy. Huacho w roku 1981 liczyło 43 398 mieszkańców, a w 1998 roku 49 271 mieszkańców. Obecnie w mieście mieszka 84 700 mieszkańców.
Miasto założone zostało 24 sierpnia 1571 roku.